# Хоенемс
Хоенемс (на немски: Hohenems) е град в Западна Австрия. Разположен е в окръг Дорнбирн на провинция Форарлберг. Надморска височина 432 m. Първите сведения за града датират от 12 век. Има жп гара. Отстои на около 5 km източно от границата с Швейцария и на 13 km южно от провинциалния център град Брегенц. Население 15 077 жители към 1 април 2009 г.

## Личности
- Рамазан Йозджан (р. 1984), австрийски футболист